# Орденоносне
Орденоно́сне (до 1948 року — Аджа́й-Кат, крим. Acay Qat) — село Джанкойського району Автономної Республіки Крим. Населення становить 108 осіб. Орган місцевого самоврядування — Лобанівська сільська рада. Розташоване в центрі району.

## Географія
Орденоносне — село в центральній частині району, у степовому Криму, у верхів'ї одної з маловодних балок, що впадають в Сиваш, висота над рівнем моря — 19 м. Сусідні села: Мар'їне за 1,5 км на південний захід і Калинівка за 2,5 км на північний схід. Відстань до райцентру — близько 8 кілометрів, там же найближча залізнична станція.

## Історія
Село Аджай-Кат утворилася в середині XIX століття від злиття сусідніх поселень Аджай і Кат.
Перша документальна згадка сіл зустрічається в Камеральному Описі Криму … 1784 року, судячи з якого, в останній період Кримського ханства Аджи Бочай і Кат входили в Бочалатський кадилик Карасубазарського каймакамства. Після приєднання Криму до Російської імперії (8) 19 квітня 1783 року , (8) 19 лютого 1784 року, на території колишнього Кримського Ханства була утворена Таврійська область і село була приписане до Перекопського повіту .
Згідно «Пам'ятною книгою Таврійської губернії за 1867 рік», село було покинуте мешканцями в 1860—1864 роках, у результаті еміграції кримських татар, особливо масової після Кримської війни 1853—1856 років, у Туреччину і залишалося в руїнах. У 1880 році на 1180 десятинах землі була заснована німецька лютеранська колонія Вільгемсталь, але в історичних документах цей варіант практично не зустрічається.
Після радянської окупації, за постановою Кримревкома від 8 січня 1921 року № 206 «Про зміну адміністративних кордонів» була скасована волосна система і в складі Джанкойського повіту був створений Джанкойський район. У 1922 році повіти перетворили в округу. 11 жовтня 1923 року, згідно з постановою ВЦВК, в адміністративний поділ Кримської АРСР були внесені зміни, у результаті яких округу були ліквідовані, основною адміністративною одиницею став Джанкойський район і село включили до його складу. Згідно  Списку населених пунктів Кримської АРСР за Всесоюзним переписом від 17 грудня 1926 року, у селі Аджай-Кат Джанкойського району, значилося 30 дворів, всі селянські, населення становило 111 осіб. У національному відношенні враховано: 106 німців, 3 росіян і 2 українці.
Незабаром після початку Німецько-радянської війни, 18 серпня 1941 року німці з села були виселені, спочатку в Ставропольський край, а потім в Сибір і північний Казахстан. Після звільнення Криму від нацистів в квітні 12 серпня 1944 року було прийнято постанову № ГОКО-6372с «Про переселення колгоспників в райони Криму» та у вересні 1944 року в район приїхали перші новосели (27 сімей) з Кам'янець-Подільської і Київської областей, а на початку 1950-х років пішла друга хвиля переселенців з різних областей України. Указом Президії Верховної Ради Російської РФСР від 18 травня 1948 року, Аджай-Кат перейменували в Орденосне..

## Населення

### Мова
Розподіл населення за рідною мовою за даними перепису 2001 року:
| Мова                | Відсоток |
| ------------------- | -------- |
| російська           | 50 %     |
| кримськотатарська   | 27,78 %  |
| українська          | 19,44 %  |
| інші/не визначилися | 2,28 %   |